# Comité te Lande
Het Comité te Lande, of voluit Comité tot de Algemene Zaken van het Bondgenootschap te Lande, had tussen 4 maart 1795 en 16 februari 1798 zowel voorbereidende als uitvoerende en rechtsprekende taken in de Bataafse Republiek en was onder meer belast met defensie en financiën van de Republiek.

## Achtergrond
Eind 18e eeuw groeide in Europa de weerstand tegen de standenmaatschappij. De prinsgezinde orangisten en patriotten kwamen steeds meer tegenover elkaar te staan. In de jaren na de Franse Revolutie en inval van de Franse troepen in de Republiek der Zeven Verenigde Nederlanden, kwam ook in de Nederlanden een omwenteling tot stand, waarbij uiteindelijk een eenheidsstaat met centrale overheid ontstond. Toen erfstadhouder Willem V naar Engeland vluchtte, werd een dag later, op 19 januari 1795, de Bataafse Republiek uitgeroepen.
De Raad van State, die als uitvoerend orgaan voor de Staten Generaal en als adviesraad van de stadhouder had gefungeerd, werd opgeheven. Ter vervanging van de Raad werd het Comité tot de Algemene Zaken van het Bondgenootschap te Lande opgericht, dat op 4 maart 1795 van de Staten-Generaal de opdracht kreeg om een plan op te stellen voor verkiezingen van een Nationale Vergadering. Het Comité nam ook de taken van de thesaurier-generaal over en werd belast met de algemene defensie te land, de financiën van de generaliteit, het beheer van de generaliteitslanden en de militaire rechtspraak.
Mr. Johan Hendrik Mollerus, voorheen secretaris van de Raad van State, werd benoemd tot secretaris van het nieuwe Comité. Hij aanvaardde zijn benoeming echter niet, waarna mr. Boudewijn Donker Curtius werd benoemd. Donker Curtius heeft een autobiografie geschreven, waarin hij ook zijn tijd bij het Comité beschrijft.
De totstandkoming van de Eerste Nationale Vergadering (1797) en de Tweede Nationale Vergadering (1797-1798) betekenden nog niet het einde van het Comité. Na een staatsgreep van unitariërs op 22 januari 1798 werd een Constituerende Vergadering gevormd, die een voorlopig Uitvoerend Bewind instelde. Het Uitvoerend Bewind hief op 15 februari 1798 het Comité te Lande op. De taken van het Comité gingen over naar de agenten voor Oorlog en Financiën, en naar de landsadvocaten.

## Inrichting
Het Comité werd gevormd door 21 leden, in principe drie per gewest, die werden benoemd door de Staten-Generaal, later door de Nationale Vergadering. Het voorzitterschap wisselde wekelijks (via loting). De bestuurstaken werden verdeeld over drie afdelingen van ieder zeven leden, een subtituut-secretaris en eigen klerken:
1. 'Departement Militair'
2. 'Departement van Financiën'
3. 'Departement tot de oproeping en behering der Generaliteitslanden' (ook kortweg 'derde departement' genaamd)

Het eerste departement droeg zorg voor onder andere de landmacht, de magazijnen, arsenalen, hospitalen, fortificaties en verdedigingswerken, het tweede departement voor de landelijke financiële zaken, waaronder de betaling van soldij. Niet-militaire uitgaven werden begroot in een civiele lijst en militaire uitgaven in staten van oorlog. Voor uitvoering van de hoge militaire rechtspraak werd het Comité gesteund door een advocaat-fiscaal.
Naast het Comité te Lande bestonden er ook een Comité tot de Zaken van de Marine (1795-1798), een Comité tot de Oost-Indische Handel en Bezittingen (1796-1800), en een Comité tot de Zaken van de Koloniën en Bezittingen op de kust van Guinea en Amerika (1795-1798).

## Bezetting
Er waren aanvankelijk 21 leden, in de loop der jaren nam het daadwerkelijke aantal echter af, vacatures werden niet meer ingevuld. Een aantal leden is wel benoemd, maar heeft feitelijk nooit zitting genomen, deze worden hieronder apart vermeld.

### Leden
- Andries Sybrand Abbema (1736-1802), namens Utrecht. Benoemd 4 maart 1795; zitting 10 maart 1795 - 16 februari 1798. Hij werd niet ontslagen, maar bleef in functie bij het Departement van Financiën van het voormalig Comité te Lande tot en met 31 maart 1799.
- dr. Johan Pieter Fokker (1755-1831), namens Zeeland. Benoemd 10 december 1795; zitting 8 januari 1796 - 16 augustus 1796. Ontslag 14 oktober 1796.
- Willem Folkers (1725-1809), namens Groningen. Benoemd 10 december 1795; zitting 18 januari 1796 - 21 juli 1796. Ontslag 31 oktober 1796 wegens ziekte.
- Scato François Gockinga  (1753-1796), namens Groningen. Benoemd 7 maart 1795; zitting 10 maart 1795 - 9 december 1795. Ontslag 9 december 1795 op verzoek.
- Carolus Henricus van Grasveld (1766-1841), namens Gelderland. Benoemd 4 maart 1795; zitting 14 maart 1795 - 16 februari 1798. Ontslag wegens opheffing van het Comité.
- Johan Willem Simon van Haersolte (1764-1817), namens Gelderland. Benoemd 4 maart 1795; zitting 10 maart 1795 - 1 maart 1796 en 1 september 1797 - 16 februari 1798. Ontslag wegens verkiezing tot de Eerste Nationale Vergadering en 15 februari 1798 wegens opheffing van het Comité.
- mr. Daniël Michiel Gijsbert Heldewier  (1753-1822), namens Utrecht. Benoemd 14 april 1795; zitting 28 april 1795 - 16 februari 1798. Ontslag wegens opheffing van het Comité.
- Johan Petrus van Hylckama (1749-1816), namens Friesland. Benoemd 4 maart 1795; zitting 24 maart 1795 - 15 juli 1795. Ontslag wegens verkiezing tot representant van het volk van Friesland
- mr. Pieter Leonard van de Kasteele  (1748-1810), namens Holland. Benoemd 13 november 1795; zitting 17 november 1795 - 29 februari 1796. Ontslag wegens verkiezing tot de Eerste Nationale Vergadering.
- Reinder van Kleffens (1760-1838), namens Friesland. Benoemd 14 april 1795; zitting 17 april 1795 - 7 september 1797. Ontslag wegens verkiezing tot de Tweede Nationale Vergadering.
- mr. Joan van Kuffeler (1755-1811), namens Zeeland. Benoemd 6 november 1795; zitting 30 november 1795 - 16 februari 1798. Ontslag wegens opheffing van het Comité.
- mr. Adriaan François Lammens (1767-1847), namens Zeeland. Benoemd 28 februari 1796; zitting 2 maart 1796 - 21 juli 1796. Ontslag 9 augustus 1796 op verzoek wegens particuliere redenen.
- Willem Anne Lestevenon (1744-1803), namens Holland. Benoemd 4 maart 1795; zitting 10 maart 1795 - 1 maart 1796. Ontslag wegens verkiezing tot de Eerste Nationale Vergadering.
- Otto Lewe van Aduard (1752-1821), namens Groningen. Benoemd 4 maart 1795; zitting 13 maart 1795 - 9 december 1795. Ontslag 9 december 1795 op verzoek.
- Frédéric Auguste van Leyden van Westbarendrecht  (1768-1821), namens Holland. Benoemd 4 maart 1795; zitting 10 maart 1795 - 11 november 1795. Ontslag wegens benoeming tot gedeputeerde van Holland in de Staten-Generaal.
- Carel Johan van Lichtenbergh  (1738-1811), namens Zeeland. Was lid van de Raad van State. Benoemd 4 maart 1795; zitting 16 maart 1795 - 15 oktober 1795. Ontslag 12 november 1795 op verzoek.
- mr. Johan Richard van Lidth de Jeude (1754-1803), namens Gelderland. Benoemd 1 oktober 1795; zitting 19 oktober 1795 - 16 februari 1798. Ontslag wegens opheffing van het Comité.
- Gozewijn Jan Loncq (1758-1835), namens Holland. Benoemd 9 maart 1795; zitting 25 maart 1795 - 16 februari 1798.
- mr. Tonco Modderman (1745-1802), namens Groningen. Benoemd 7 maart 1795; zitting 20 maart 1795 - 16 februari 1798; van maart tot november 1796 geen zitting in het Comité te Lande in verband met plaatsvervanging in de Nationale Vergadering. Ontslag wegens opheffing van het Comité.
- Gerrit Jan Pijman (1750-1839), namens Overijssel of Holland. Benoemd maart 1795 ; zitting 10 maart 1795 - 14 februari 1798. Ontslag wegens opheffing van het Comité.
- mr. Willem Queysen (1754-1817), namens Overijssel. Benoemd 4 maart 1795; zitting 16 maart 1795 - 1 maart 1796. Ontslag 1 maart 1796 wegens verkiezing tot de Eerste Nationale Vergadering.
- mr. Frédéric Louis Rambonnet (1751-1811), namens Overijssel. Benoemd 28 februari 1796; zitting 22 maart 1796 - 7 augustus 1797. Ontslag wegens benoeming tot secretaris van Kampen.
- mr. Jacobus Scheltema (1767-1835), namens Friesland. Benoemd 17 augustus 1795; zitting 20 augustus 1795 - 31 augustus 1797. Ontslag wegens verkiezing tot de Tweede Nationale Vergadering.
- mr. Meinardus Siderius (1754-1829), namens Friesland. Benoemd 14 april 1795; zitting 21 april 1795 - 17 juli 1795. Ontslag 17 juli 1795 wegens benoeming in een overheidsfunctie in Friesland.
- Herman Jacob Stavenisse Pous (1750-1800), namens Zeeland. Voorheen lid Raad van State. Benoemd 16 maart 1795; zitting 19 maart 1795 - 5 november 1795. Ontslag 31 oktober 1795 op verzoek.
- mr. Andries Jan Strick van Linschoten (1736-1806), namens Utrecht. Benoemd 4 maart 1795; zitting 10 maart 1795 - 1 maart 1796 en 1 september 1797 - 16 februari 1798. Ontslag 1 maart 1796 wegens verkiezing tot de Eerste Nationale Vergadering en 15 februari 1798 wegens opheffing van het Comité te Lande.
- mr. David Thomassen à Thuessink (1734-1817), namens Overijssel. Benoemd 4 maart 1795; zitting 10 maart 1795 - 16 februari 1796. Ontslag wegens opheffing van het Comité.
- Assuërus Vegelin van Claerbergen (1735-1820), namens Friesland. Benoemd 11 juli 1795; zitting 4 augustus 1795 - 16 februari 1798. Ontslag wegens opheffing van het Comité.
- Godert Willem de Vos van Steenwijk (1747-1830), namens Overijssel. Benoemd 4 maart 1795; zitting 28 maart 1795 - 22 december 1795. Ontslag 22 december 1795 op verzoek wegens particuliere redenen.

#### Geen zitting genomen
- mr. Jacobus Nicolaas Bruyn (1751-1800), namens Bataafs Brabant. Benoemd 5 januari 1796. Ontslagen 26 januari 1796, wegens zijn benoeming tot secretaris van de representanten van het volk van Bataafs Brabant.
- mr. Jacob van Haeften (1751-1831): namens Utrecht. Benoemd 4 maart 1795, ontslag 18 maart 1795.
- Johan Hora Siccama (1738-1812), namens Groningen. Benoemd 4 maart 1795, heeft geen zitting genomen. Ontslag 7 maart 1795.
- mr. Johannes Lambertus Huber  (1750-1826): namens Friesland. Benoemd 4 maart 1795, ontslag 13 april 1795.
- Albert Johan de Sitter (1748-1814), namens Groningen. Benoemd 4 maart 1795, ontslag 7 maart 1795.
- Cornelis Verweyde (1764 - ?), namens Gelderland. Benoemd 9 april 1795, heeft de benoeming niet binnen de voorgeschreven veertien dagen aanvaard.
- mr. Berent Wildrik (1754-1831), namens Gelderland. Benoemd 4 maart 1795, ontslag 9 april 1795.
- Wopke Wopkens (1730-1807), namens Friesland. Benoemd 4 maart 1795.

### Secretarissen
- mr. Johan Hendrik Mollerus (1750-1834). Benoemd 4 maart 1795, heeft benoeming niet aanvaard. Ontslag 7 maart 1795.
- mr. Boudewijn Donker Curtius (1746-1832). Benoemd 7 maart 1795; zitting 13 maart 1795 - 16 februari 1798. Ontslag wegens opheffing van het Comité.

#### Substituut-secretarissen
- mr. Anthony Hoynck van Papendrecht (1762-1837). Benoemd 10 maart 1795 - ontslagen 12 mei 1795.
- dr. Pieter Philip Juriaan Quint Ondaatje (1758-1818). Benoemd 20 mei 1795 - ontslagen 3 december 1795.
- mr. J.J. Schultens. Benoemd (3) 4 december 1795. Ontslag wegens opheffing van het Comité.
- Du Bois. Benoemd 17 maart 1795 - ontslagen 20 maart 1795:
- Hendrik François Helmcke. Benoemd 3 april 1795 - ontslagen 21 augustus 1796.
- mr. Daniël Hermanus Beucker Andreae (1772-1828). Benoemd 22 augustus 1796. Ontslag wegens opheffing van het Comité.
- mr. Leonard Constantijn van Sonsbeeck (1739-1812). Benoemd (16) 18 maart 1795 - ontslagen (18) 11 juli 1795.
- mr. Gerlof Jacob Jordens (1771-1848). Benoemd (18) 20 juli 1795 - ontslagen (30 juni) 3 juli 1797. Werd wegens vermindering van werkzaamheden aangesteld tot commies bij de secretarie van het Comité te Lande.